# ارکیده زنبوری بیلچه‌لب
ارکیده زنبوری بیلچه‌لب (نام علمی: Chiloglottis palachila) نام یک گونه از سرده ارکیده‌های زنبوری است.